# Arbus (Olaszország)
Arbus település Olaszországban, Szardínia régióban, Medio Campidano megyében. Lakosainak száma 5722 fő (2023. január 1.). Arbus Gonnosfanadiga, Fluminimaggiore, Guspini és Terralba községekkel határos.

## Népesség
A település népességének változása:
| Lakosok száma | 6333 | 6282 | 5722 |
|               | 2017 | 2018 | 2023 |